# علیرضا عبدولی
علیرضا عبدولی (زادهٔ ۶ خرداد ۱۳۸۳ در اندیمشک) کشتی‌گیر فرنگی ایرانی است.
از افتخارات وی می‌توان به کسب مدال نقره مسابقات قهرمانی کشتی آسیا ۲۰۲۵ اشاره کرد.

## فعالیت حرفه‌ای ورزشی

### قهرمانی کشتی آسیا ۲۰۲۴
در وزن ۷۷ کیلوگرم علیرضا عبدولی در دور اول با توجه به عدم حضور ساکورابا از ژاپن به دلیل آسیب دیدگی به پیروزی رسید. وی در دور بعد با نتیجه ۱۱ بر ۲ لای یائو از چین تایپه را شکست داد و به مرحله نیمه نهایی راه یافت. وی در این دیدار با نتیجه ۴ بر ۳ از سد یریسکلدی یریسکلدی ماکساتبک اولو از قرقیزستان گذشت و به دیدار فینال راه یافت. عبدولی در دیدار فینال با نتیجه ۴ بر ۲ مقابل آرام واردانیان از ازبکستان شکست خورد و صاحب مدال نقره شد.

## افتخارات
- مدال طلا مسابقات جهانی اردن ۲۰۲۳[۹]
- مدال طلا نوجوانان جهان مجارستان ۲۰۲۰[۱۰]
- برنز قهرمانی آسیا اردن ۲۰۲۳